# 齊尼思 (喬治亞州)
齊尼思（英語：Zenith）是位於美國喬治亞州克勞福德縣的一個非建制地區。該地的面積和人口皆未知。

## 地理
齊尼思的座標為32°36′43″N 83°58′40″W / 32.61194°N 83.97778°W，而該地的平均海拔高度為178米（即584英尺）。